# Skolka skolan
Skolka skolan är en svensk film från 1949 i regi av Schamyl Bauman. Den är baserad på István Békeffys och Adorján Stellas pjäs Holnap ágyban marad.

## Handling
Margareta är skoltrött och spelar sjuk. Hennes mor tillkallar en läkare, som också är Margaretas stora kärlek. Hennes kärlek besvaras och de gifter sig efter en kort tid, men livet som läkarhustru blir inte vad hon tänkt sig.

## Om filmen
Filmen spelades in den 24 oktober 1948–4 januari 1949 i Sandrews ateljéer i Stockholm och på Östra Station, Hotell Gillet i Uppsala, Gunillaklockan, Uppsala centralstation, i Enköping samt på Roslagsbanan.
Filmen hade premiär den 15 augusti 1949 och är barntillåten. Den har även visats på SVT, bland annat 2003, 2010 och i april 2020.

## Rollista
- Sickan Carlsson – Margareta Kronberg, född Karlson
- Gunnar Björnstrand – Bertil Kronberg, läkare, hennes man
- Olof Winnerstrand – lektor Paulus Bomvall
- Viveca Serlachius – Gertrud "Truttan" Karlberg, Margaretas klasskamrat
- Dagmar Ebbesen – Hilda, hembiträde
- Gösta Cederlund – fabrikör Oskar Karlson, Margaretas far
- Gull Natorp – Agda Karlson, Margaretas mor
- Anne-Margrethe Björlin – Helene Berglöf, Bertils assistent
- Naima Wifstrand – rektor Dehlin
- Jan Molander – kandidat Hjalmar Hammarlund
- Mimi Pollak – lektor Märta Hoffman
- Maud Söderlund – Alice, Margaretas klasskamrat, ordningsman

### Ej med i rollistan
- Ivar Kåge – lektor Andrén
- Eivor Engelbrektsson – gymnastiklärarinnan
- Douglas Håge – "Flugfångaren", patient hos Bertil
- Torsten Winge – professor Berglöf, Helenes far
- Wiktor "Kulörten" Andersson – rockvaktmästaren på restaurangen
- Sven-Eric Gamble – blomsterbudet
- Olga Appellöf – en lärarinna i Margaretas dröm
- Hans Bjerkeling – advokaten
- Sif Ruud – deltagare i valborgsmässofirandet i Uppsala
- Nils Ohlin – tågpassagerare, vän till Bertil
- John Botvid – restauranggäst
- Adèle Lundvall – Selma, servitris på restaurangen
- Ingrid Björk – Karla, innehavarinna av konditori
- Edvin Adolphson – mannen som kommer in på restaurangen och frågar efter Sandrew
- Mary Esphagen – skolflicka
- Gunvor Pontén – skolflicka i Enköping
- Kerstin Bratt – skolflicka i Enköping
- Öllegård Wellton – skolflicka i Enköping
- Harriet Andersson – skolflicka i Stockholm
- Annalisa Wenström – skolflicka i Stockholm
- Lena Brogren – skolflicka i Stockholm
- Signe Lundberg-Settergren – lärarinna i kollegierummet
- Erland Colliander – lärare i kollegierummet
- Sten Hedlund – lärare i kollegierummet

## Musik i filmen
- En midsommarnattsdröm. Bröllopsmarsch, musik Felix Mendelssohn-Bartholdy, instrumental
- Mera bruka i baljan, boys, text och musik Ulf Peder Olrog, sång Sickan Carlsson
- Kuckeliku-visan, text och musik Schamyl Bauman, sång Sickan Carlsson, Torsten Winge, Gösta Cederlund
- Donauwellen, musik Ion Ivanovici, instrumental
- Vredens ryttare, musik Lucio Demare, instrumental
- Sankta Lucia, musik Teodoro Cottrau, svensk text Arvid Rosén, sång Sickan Carlsson
- Nu är det jul igen
- Och nu är det vinter, musik Lars August Lundh, instrumental
- Sjungom studentens lyckliga dag, musik Gustav Bernadotte, text Herman Sätherberg, sång Sickan Carlsson
- Längtan till landet, musik Otto Lindblad, text Herman Sätherberg
- O, gamla klang- och jubeltid!, svensk text August Lindh